# Calendario cosmico

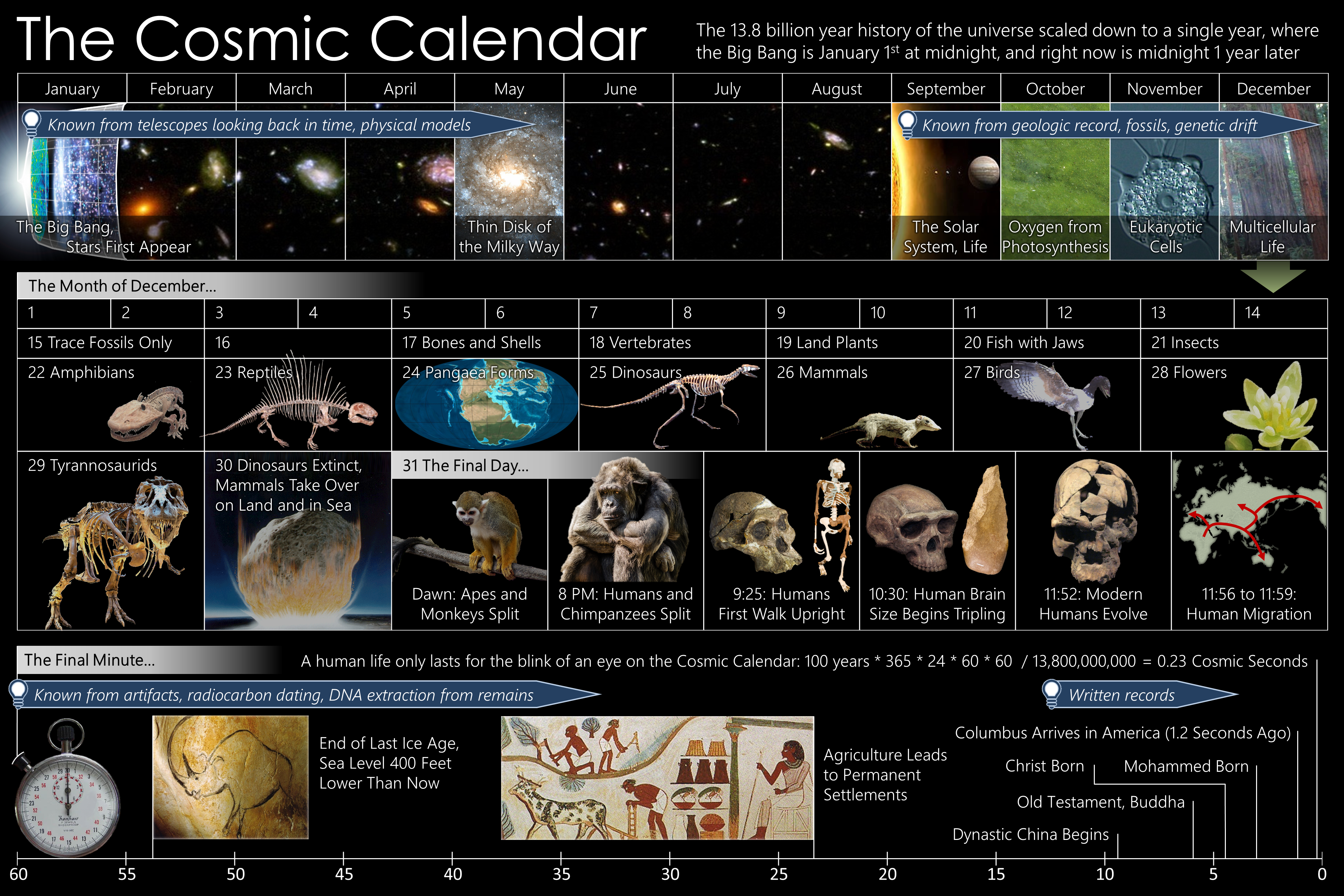
Mappa grafica del calendario cosmico di Carl Sagan

Il calendario cosmico nasce da un'idea del famoso astronomo e divulgatore statunitense Carl Sagan. Il calendario è formato da un unico anno terrestre, ma in questo arco temporale viene compressa la cronologia dell'intero universo (circa 14 miliardi di anni, secondo Sagan).
Ne consegue un'affascinante dimostrazione di quanto sia infinitesimo il tempo complessivo della civiltà umana se rapportato all'età dell'universo: basti pensare che soltanto nell'ultimo secondo di questo ipotetico anno dell'universo (e cioè gli ultimi cinque secoli della nostra storia), l'uomo ha sviluppato il 99% della tecnologia che oggi noi sfruttiamo. Usando, infatti, questa scala temporale, ogni secondo del calendario cosmico corrisponde a circa 444 anni terrestri e 31 dei suoi giorni corrispondono a circa un miliardo dei nostri anni.

## L'anno cosmico

### Big Bang
- 1º gennaio - Big Bang
- 10 gennaio - Si formano le prime stelle
- 1º maggio - Si forma la Via Lattea
- 9 settembre - Si forma il Sistema solare
- 14 settembre - Si forma la Terra
- 25 settembre - Le rocce più antiche conosciute sulla Terra.

### Nascita della Vita
- 2 ottobre - Nascita della vita sulla Terra.
- 9 ottobre - I fossili più antichi ritrovati sulla Terra.
- 1º novembre - Sviluppo del sesso.
- 12 novembre - Fossili più antichi di piante che utilizzano la fotosintesi.
- 15 novembre - Diffusione degli eucarioti.
- 1º dicembre - Inizio dello sviluppo di un'atmosfera ricca d'ossigeno.
- 17 dicembre - Diffusione degli invertebrati.
- 18 dicembre - Primo plancton di mare.
- 19 dicembre - Apparizione di pesci e vertebrati.
- 20 dicembre - Le piante iniziano la colonizzazione dei continenti.
- 21 dicembre - Compaiono gli insetti. Gli animali iniziano la colonizzazione dei continenti.

### Dominio dei giganti
- 22 dicembre - Compaiono gli anfibi e i primi insetti volanti.
- 23 dicembre - Compaiono gli alberi e i rettili.
- 24 dicembre - Compaiono i dinosauri che domineranno per oltre 160 milioni di anni terrestri.
- 26 dicembre - I primi mammiferi.
- 27 dicembre - I primi uccelli e fiori.

### Estinzione globale
- 28 dicembre - Estinzione di massa del Cretaceo, muoiono molte forme di vita, compresi i dinosauri.

### Dominio dei primati
- 29 dicembre - Il primo primate.
- 30 dicembre - Evoluzione del cervello dei primati, compaiono i primi ominidi.
- 31 dicembre Ore 13:30:00 - Antenati delle scimmie e degli uomini.
- 31 dicembre Ore 22:30:00 - I primi umani.
- 31 dicembre Ore 23:00:00 - Uso di armi di pietra.
- 31 dicembre Ore 23:46:00 - Uso del fuoco.
- 31 dicembre Ore 23:56:00 - Ultima era glaciale.
- 31 dicembre Ore 23:59:00 - Prime pitture su pietra in Europa.
- 31 dicembre Ore 23:59:20 - Nascita dell'agricoltura.
- 31 dicembre Ore 23:59:35 - Civiltà neolitica.

### Inizio della Storia
- 31 dicembre Ore 23:59:50 - Fine della preistoria e inizio della storia.
- 31 dicembre Ore 23:59:51 - Invenzione dell'alfabeto e della ruota, Impero accadico.
- 31 dicembre Ore 23:59:52 - Codice di Hammurabi in Babilonia.
- 31 dicembre Ore 23:59:53 - Scoperta del bronzo, Guerra di Troia, nascita di Mosè.
- 31 dicembre Ore 23:59:54 - Scoperta del ferro, fondazione di Cartagine.

### Imperi e Dei
- 31 dicembre Ore 23:59:55 - Nascita di Buddha e Confucio.
- 31 dicembre Ore 23:59:56 - Geometria euclidea, fisica di Archimede, astronomia di Tolomeo, Giochi olimpici greci, Impero romano, nascita di Cristo.
- 31 dicembre Ore 23:59:57 - Invenzione dello zero e del sistema numerico decimale, caduta dell'Impero romano, nascita di Maometto.
- 31 dicembre Ore 23:59:58 - Nascita della civiltà Maya e dell'Impero bizantino.

### Viaggi e scoperte
- 31 dicembre Ore 23:59:59 - Cristoforo Colombo scopre l'America. Rinascimento in Europa.

### Il secondo corrente
- 31 dicembre Ore 24:00:00 - Inizio della cultura moderna, sviluppo di scienze e tecnologia, Rivoluzione francese, Prima guerra mondiale, Seconda guerra mondiale, primo uomo sulla Luna, esplorazione spaziale.